# Tuffi ai campionati europei di nuoto 2024 - Piattaforma 10 metri sincro misti
La competizione del piattaforma 10 metri sincro misti ai campionati europei di nuoto di Belgrado 2024 si è svolta il 18 giugno 2024, presso l'Istituto serbo per lo sport e la medicina sportiva di Belgrado, in Serbia.
La finale si è svolta alle 15:30.

## Risultati
| Class   | Nazione  | Tuffatori                                | Punti | Punti | Punti | Punti | Punti | Punti  |
| Class   | Nazione  | Tuffatori                                | T1    | T2    | T3    | T4    | T5    | Totale |
| ------- | -------- | ---------------------------------------- | ----- | ----- | ----- | ----- | ----- | ------ |
| Oro     | Spagna   | Carlos Camacho Valeria Antolino          | 47.40 | 46.20 | 65.70 | 53.76 | 61.44 | 274.50 |
| Argento | Germania | Tom Waldsteiner Carolina Coordes         | 46.80 | 44.40 | 58.56 | 51.30 | 65.28 | 266.34 |
| Bronzo  | Ucraina  | Marko Barsukov Kseniia Bailo             | 48.00 | 43.80 | 47.88 | 61.44 | 54.90 | 256.02 |
| 4       | Romania  | Alexandru Avasiloae Amelie-Enya Foerster | 39.60 | 38.40 | 29.76 | 52.08 | 47.04 | 206.88 |